# Chevron (luchtvaart)

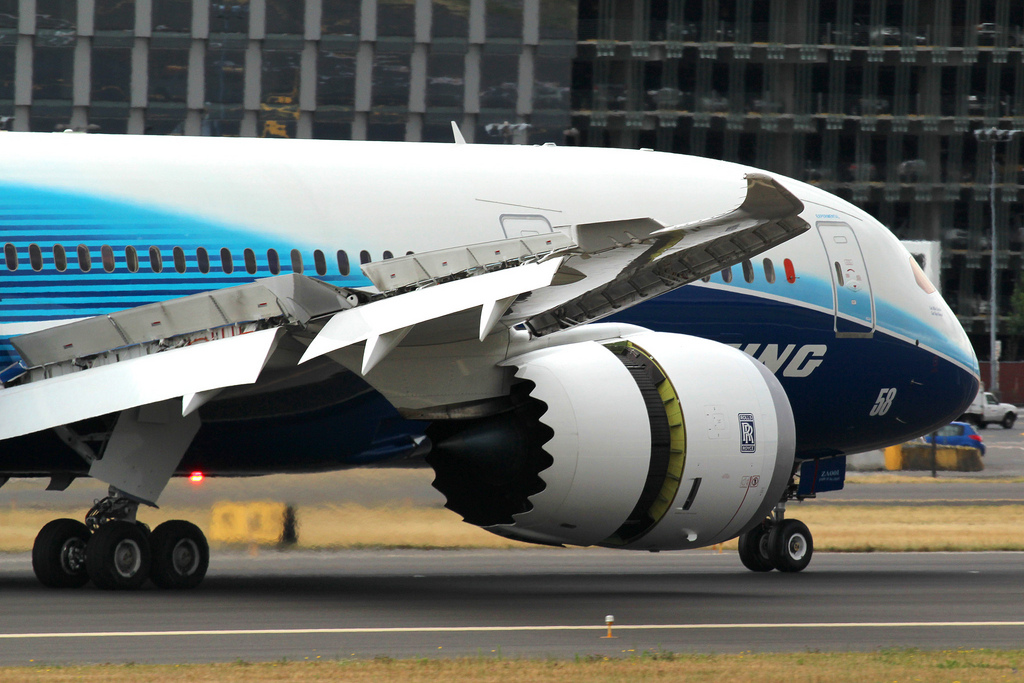
Chevrons op de motor van een Boeing 787.

Chevrons zijn geluiddempende kartels aan de achterkant van de straalmotoren van sommige moderne vliegtuigen. Wanneer koude en warme lucht uit verschillende delen van de motor bij elkaar komen, ontstaat turbulentie, en daarmee geluid. De chevrons zorgen ervoor dat het mengen geleidelijker plaatsvindt, zodat er minder turbulentie (en dus minder geluid) ontstaat.
Een lager motorgeluid is niet alleen gunstig voor mensen op de grond, maar ook voor het gewicht van het vliegtuig. Zo is er bij de Boeing 787, 270 kilogram minder isolatiemateriaal nodig om het geluidsniveau in de cabine op een acceptabel niveau te krijgen. Een nadeel is echter dat het motorvermogen enigszins afneemt omdat de luchtstroom wordt afgeremd. Er wordt door onder andere Boeing en de NASA aan chevrons gewerkt die zich alleen tijdens start en landing, wanneer de motoren het meeste geluid produceren, in de luchtstroom bevinden.